# Mooresville (Indiana)
La ville de Mooresville est située dans le comté de Morgan, dans l’État de l’Indiana, aux États-Unis. Sa population s’élevait à 9 326 habitants lors du recensement de 2010, estimée à 9 660 habitants en 2017.

## Source
- (en) Cet article est partiellement ou en totalité issu de l’article de Wikipédia en anglais intitulé « Mooresville, Indiana » (voir la liste des auteurs).